# Statsrådet

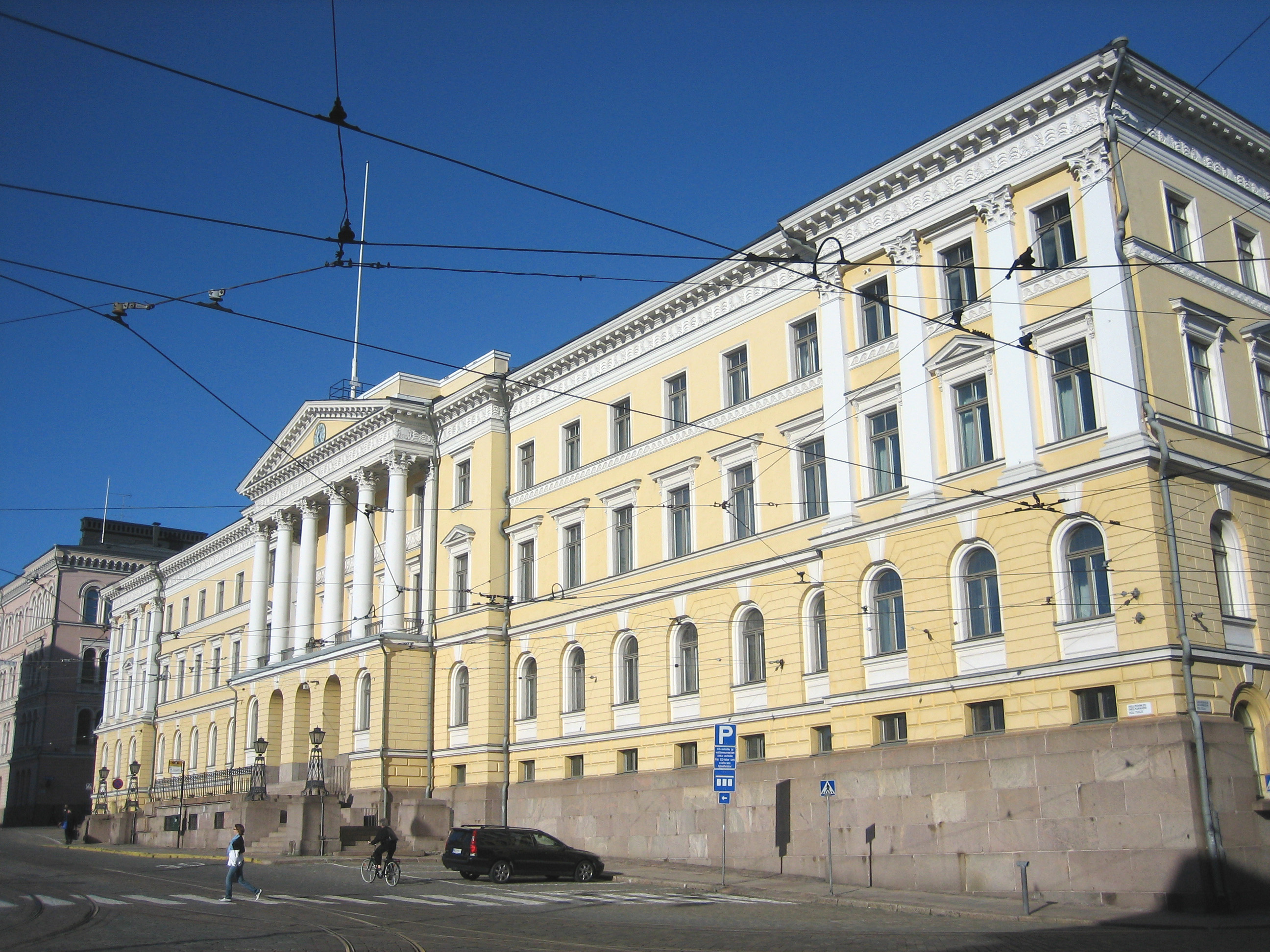
Statsrådsborgen vid Senatstorget i Helsingfors.

Statsrådet är Republiken Finlands regeringsorgan. Statsrådet leds av statsministern, som väljs av riksdagen och utnämns av republikens president. Övriga medlemmar i statsrådet är utnämnda av presidenten på förslag av statsministern.

## Funktion
I statsrådets allmänna sammanträde beslutas om utfärdande av förordningar samt i regerings- och förvaltningsfrågor. I frågor som hör till presidentens beslutanderätt lägger statsrådets allmänna sammanträde fram förslag för avgörande. Vid föredragningar för republikens president i statsrådet är presidenten ordförande, vid de allmänna sammanträdena är statsministern det. Förutom ministrarna deltar justitiekanslern i statsrådets allmänna sammanträden och vid presidentföredragningar i statsrådet. 
Antalet lagstadgade ministerutskott är fyra, nämligen EU-ministerutskottet, finansutskottet, finanspolitiska ministerutskottet och utrikes- och säkerhetspolitiska ministerutskottet. I statsrådet finns även justitiekanslern, som bland annat skall tillse att myndigheter och tjänstemän följer lagen. Med utgångspunkt i lagen om statsrådet av 2003 äger statsrådet rätt att avgöra de styrelse- och förvaltningsärenden som inte i grundlagen eller annan lag är förbehållna republikens president eller anförtrotts lägre myndighet. De ärenden som behandlas i statsrådet undergår beredning i vederbörande ministerium och föredras av en tjänsteman från ministeriet vid statsrådets allmänna sammanträde, där de viktigaste formellt avgörs. I regel hålls ett sådant plenum i veckan (vanligen på torsdagen).
Övriga ärenden avgörs inom ministerierna av ministern efter föredragning av någon av tjänstemännen; dessa sköter rutinärendena. En stor del av de ärenden som avgörs av statsrådet tas före föredragningen i plenum upp till behandling i statsrådets finansutskott, till vilket utom statsministern hör ytterligare 3-5 ministrar. Utrikes- och säkerhetspolitiska ministerutskottet, som består av statsministern, utrikesministern, försvarsministern och tre av statsministern utsedda övriga ministrar, är ett annat permanent ministerutskott, i vilket en förberedande behandling av viktigare utrikespolitiska beslut äger rum.
Praxis har emellertid blivit att de flesta av regeringens beslut i själva verket fattas i den så kallade aftonskolan, varför behandlingen vid de allmänna sammanträdena endast utgör en bekräftelse på vad man tidigare kommit överens om. Aftonskolan erhöll i slutet av 1970-talet en alltmer officiell karaktär, men samtidigt minskade dess betydelse, sedan finanspolitiska ministerutskottet blivit permanent 1977 och utvecklats till ett slags arbetsutskott för statsrådet.
Finlands nuvarande ministär (sedan 10 december 2019) är Regeringen Marin.
I Finland används inte den i Sverige och Norge förekommande benämningen statsråd för enskilda regeringsledamöter, utan statsråd är istället en hederstitel som kan utdelas till finländska medborgare av republikens president. 
Föregångare till statsrådet var Senaten för Finland.

## Ministerier
Organisatoriskt är statsrådet uppdelat i tolv ministerier.
- Arbets- och näringsministeriet (ANM)
- Finansministeriet (FM)
- Försvarsministeriet (FSM)
- Inrikesministeriet (IM)
- Jord- och skogsbruksministeriet (JSM)
- Justitieministeriet (JM)
- Kommunikationsministeriet (KM)
- Miljöministeriet (MM)
- Social- och hälsovårdsministeriet (SHM)
- Statsrådets kansli (SRK)
- Undervisnings- och kulturministeriet (UKM)
- Utrikesministeriet (UM)

## Republiken Finlands regeringar
| Regeringarna har varit verksamma i genomsnitt i 530 dygn (18 mars 2025). |

maj. = majoritetsregering
min. = minoritetsregering
tjm. = tjänstemannaregering
| regering       | typ  | parl.ledamöter (aktivt stödjande) | partier                                           | tid (dygn) | verksamhetsperiod                  |
| -------------- | ---- | --------------------------------- | ------------------------------------------------- | ---------- | ---------------------------------- |
| Svinhufvud I   | maj. | 103                               | Ungfi., SFP, Fi., Agr.                            | 181        | 27 november 1917–27 maj 1918       |
| Paasikivi I    | maj. | 103                               | Ungfi., SFP, Fi., Agr.                            | 184        | 27 maj 1918–27 november 1918       |
| Ingman I       | min. | 77                                | Saml., SFP, Framst.                               | 141        | 27 november 1918–17 april 1919     |
| Kaarlo Castrén | min. | 90                                | Framst., SFP, Agr.                                | 120        | 17 april 1919–15 augusti 1919      |
| Vennola I      | min. | 68                                | Framst., Agr.                                     | 213        | 15 augusti 1919–15 mars 1920       |
| Erich          | maj. | 118                               | Saml., Framst., SFP, Agr.                         | 390        | 15 mars 1920–9 april 1921          |
| Vennola II     | min. | 68                                | Framst., Agr.                                     | 419        | 9 april 1921–2 juni 1922           |
| Cajander I     | tjm. |                                   |                                                   | 165        | 2 juni 1922–14 november 1922       |
| Kallio I       | min. | 60                                | Framst., Agr.                                     | 430        | 14 november 1922–18 januari 1924   |
| Cajander II    | tjm. |                                   |                                                   | 134        | 18 januari 1924–31 maj 1924        |
| Ingman II      | maj. | 122                               | Saml., Framst., SFP, Agr.                         | 304        | 31 maj 1924–31 mars 1925           |
| Tulenheimo     | min. | 82                                | Saml., Agr.                                       | 275        | 31 mars 1925–31 december 1925      |
| Kallio II      | min. | 82                                | Agr., Saml.                                       | 347        | 31 december 1925–13 december 1926  |
| Tanner         | min. | 60                                | SDP                                               | 369        | 13 december 1926–17 december 1927  |
| Sunila I       | min. | 52                                | Agr.                                              | 371        | 17 december 1927–22 december 1928  |
| Mantere        | min. | 10                                | Framst.                                           | 237        | 22 december 1928–16 augusti 1929   |
| Kallio III     | min. | 60                                | Agr.                                              | 322        | 16 augusti 1929–4 juli 1930        |
| Svinhufvud II  | maj. | 132                               | Agr., Saml., SFP, Framst.                         | 260        | 4 juli 1930–21 mars 1931           |
| Sunila II      | maj. | 132                               | Agr., Saml., Framst., SFP                         | 634        | 21 mars 1931–14 december 1932      |
| Kivimäki       | min. | 85                                | Agr., Framst., SFP                                | 1 393      | 14 december 1932–7 oktober 1936    |
| Kallio IV      | min. | 60                                | Agr., Framst.                                     | 156        | 7 oktober 1936–12 mars 1937        |
| Cajander III   | maj. | 164                               | Framst., SDP, Agr., SFP                           | 994        | 12 mars 1937–1 december 1939       |
| Ryti I         | maj. | 165                               | SDP, Agr., SFP, Framst.                           | 117        | 1 december 1939–27 mars 1940       |
| Ryti II        | maj. | 190                               | SDP, Agr., Saml., SFP, Framst.                    | 283        | 27 mars 1940–4 januari 1941        |
| Rangell        | maj. | 198 ← 200                         | Agr., Saml., Framst., SDP, SFP, IKL               | 790        | 4 januari 1941–5 mars 1943         |
| Linkomies      | maj. | 190                               | Agr., Saml., Framst., SDP, SFP                    | 522        | 5 mars 1943–8 augusti 1944         |
| Hackzell       | maj. | 190                               | SDP, Agr., Saml., SFP, Framst.                    | 44         | 8 augusti 1944– 21 september 1944  |
| Urho Castrén   | maj. | 190                               | SDP, Agr., Framst., Saml., SFP                    | 57         | 21 september 1944–17 november 1944 |
| Paasikivi II   | maj. | 165                               | SDP, Agr., Framst., SFP, DFFF                     | 151        | 17 november 1944–17 april 1945     |
| Paasikivi III  | maj. | 171                               | SDP, DFFF, Agr., Framst., SFP                     | 343        | 17 april 1945–26 mars 1946         |
| Pekkala        | maj. | 162                               | DFFF, SDP, Agr., SFP                              | 856        | 26 mars 1946–29 juli 1948          |
| Fagerholm I    | min. | 54                                | SDP                                               | 596        | 29 juli 1948–17 mars 1950          |
| Kekkonen I     | min. | 75                                | Agr., Framst., SFP                                | 306        | 17 mars 1950–17 januari 1951       |
| Kekkonen II    | maj. | 129                               | Agr., SDP, SFP, Framst.                           | 246        | 17 januari 1951–20 september 1951  |
| Kekkonen III   | maj. | 119                               | Agr., SDP, SFP                                    | 658        | 20 september 1951–9 juli 1953      |
| Kekkonen IV    | min. | 66                                | Agr., SFP                                         | 131        | 9 juli 1953–17 november 1953       |
| Tuomioja       | tjm. |                                   |                                                   | 169        | 17 november 1953–5 maj 1954        |
| Törngren       | maj. | 120                               | SFP, SDP, Agr.                                    | 168        | 5 maj 1954–20 oktober 1954         |
| Kekkonen V     | maj. | 107                               | Agr., SDP                                         | 500        | 20 oktober 1954–3 mars 1956        |
| Fagerholm II   | maj. | 120                               | SDP, Agr., SFP                                    | 450        | 3 mars 1956–27 maj 1957            |
| Sukselainen I  | min. | 79                                | Agr., SFP, socialdemokratiska oppositionella, FFP | 186        | 27 maj 1957–29 november 1957       |
| von Fieandt    | tjm. |                                   |                                                   | 148        | 29 november 1957–26 april 1958     |
| Kuuskoski      | tjm. |                                   |                                                   | 125        | 26 april 1958–29 augusti 1958      |
| Fagerholm III  | maj. | 152                               | SDP, Agr., Saml., FFP, SFP                        | 137        | 29 augusti 1958–13 januari 1959    |
| Sukselainen II | min. | 62                                | Agr., SFP                                         | 913        | 13 januari 1959–14 juli 1961       |
| Miettunen I    | min. | 48                                | Agr.                                              | 273        | 14 juli 1961–13 april 1962         |
| Karjalainen I  | maj. | 114                               | Agr., ASSF, SFP, Saml., FFP                       | 614        | 13 april 1962–18 december 1963     |
| Lehto          | tjm. |                                   |                                                   | 269        | 18 december 1963–12 september 1964 |
| Virolainen     | maj. | 112                               | Agr./CP, Saml., SFP, FFP                          | 622        | 12 september 1964–27 maj 1966      |
| Paasio I       | maj. | 152                               | SDP, CP, DFFF, ASSF                               | 665        | 27 maj 1966–22 mars 1968           |
| Koivisto I     | maj. | 164                               | SDP, CP, SFP, DFFF, ASSF                          | 783        | 22 mars 1968–14 maj 1970           |
| Aura I         | tjm. |                                   |                                                   | 62         | 14 maj 1970–15 juli 1970           |
| Karjalainen II | maj. | 144                               | CP, SDP, SFP, LFP, DFFF                           | 471        | 15 juli 1970–29 oktober 1971       |
| Aura II        | tjm. |                                   |                                                   | 117        | 29 oktober 1971–23 februari 1972   |
| Paasio II      | min. | 55                                | SDP                                               | 194        | 23 februari 1972–4 september 1972  |
| Sorsa I        | maj. | 109                               | SDP, CP, SFP, LFP                                 | 1 012      | 4 september 1972–13 juni 1975      |
| Liinamaa       | tjm. |                                   |                                                   | 170        | 13 juni 1975–30 november 1975      |
| Miettunen II   | maj. | 152                               | SDP, CP, DFFF, SFP, LFP                           | 304        | 30 november 1975–29 september 1976 |
| Miettunen III  | min. | 58                                | CP, SFP, LFP                                      | 228        | 29 september 1976–15 maj 1977      |
| Sorsa II       | maj. | 152                               | SDP, CP, SFP, LFP, DFFF                           | 741        | 15 maj 1977–26 maj 1979            |
| Koivisto II    | maj. | 133                               | SDP, CP, SFP, DFFF                                | 1 000      | 26 maj 1979–19 februari 1982       |
| Sorsa III      | maj. | 133 → 102                         | SDP, CP, SFP, → DFFF, ← LFP                       | 441        | 19 februari 1982–6 maj 1983        |
| Sorsa IV       | maj. | 123                               | SDP, CP, SFP, FLP                                 | 1 455      | 6 maj 1983–30 april 1987           |
| Holkeri        | maj. | 131 → 122                         | Saml., SDP, SFP, → FLP                            | 1 457      | 30 april 1987–26 april 1991        |
| Aho            | maj. | 115 → 107                         | C, Saml., SFP, → FKF                              | 1 448      | 26 april 1991–13 april 1995        |
| Lipponen I     | maj. | 145                               | SDP, Saml., VF, Gröna, SFP                        | 1 463      | 13 april 1995–15 april 1999        |
| Lipponen II    | maj. | 140 → 129                         | SDP, Saml., VF, SFP, → Gröna                      | 1 463      | 15 april 1999–17 april 2003        |
| Jäätteenmäki   | maj. | 117                               | C, SDP, SFP                                       | 68         | 17 april 2003–24 juni 2003         |
| Vanhanen I     | maj. | 117                               | C, SDP, SFP                                       | 1 395      | 24 juni 2003–19 april 2007         |
| Vanhanen II    | maj. | 126                               | C, Saml., Gröna, SFP                              | 1 160      | 19 april 2007–22 juni 2010         |
| Kiviniemi      | maj. | 126                               | C, Saml., Gröna, SFP                              | 365        | 22 juni 2010–22 juni 2011          |
| Katainen       | maj. | 126 → 112                         | Saml., SDP, Gröna, SFP, KD, → VF                  | 1 098      | 2 juni 2011–24 juni 2014           |
| Stubb          | maj. | 112 → 102                         | Saml., SDP, SFP, KD, → Gröna                      | 339        | 24 juni 2014–29 maj 2015           |
| Sipilä         | maj. | 124 → 105                         | C, Saml., → Sannf., ← Bf                          | 1 469      | 29 maj 2015–6 juni 2019            |
| Rinne          | maj. | 117                               | SDP, C, Gröna, SFP, VF                            | 187        | 6 juni 2019–10 december 2019       |
| Marin          | maj. | 116                               | SDP, C, Gröna, SFP, VF                            | 1 288      | 10 december 2019–20 juni 2023      |
| Orpo           | maj. | 109                               | Saml., Sannf., SFP, KD                            | 637        | 20 juni 2023–                      |

| per 18 mars 2025 |